# Gottfried Bräunling

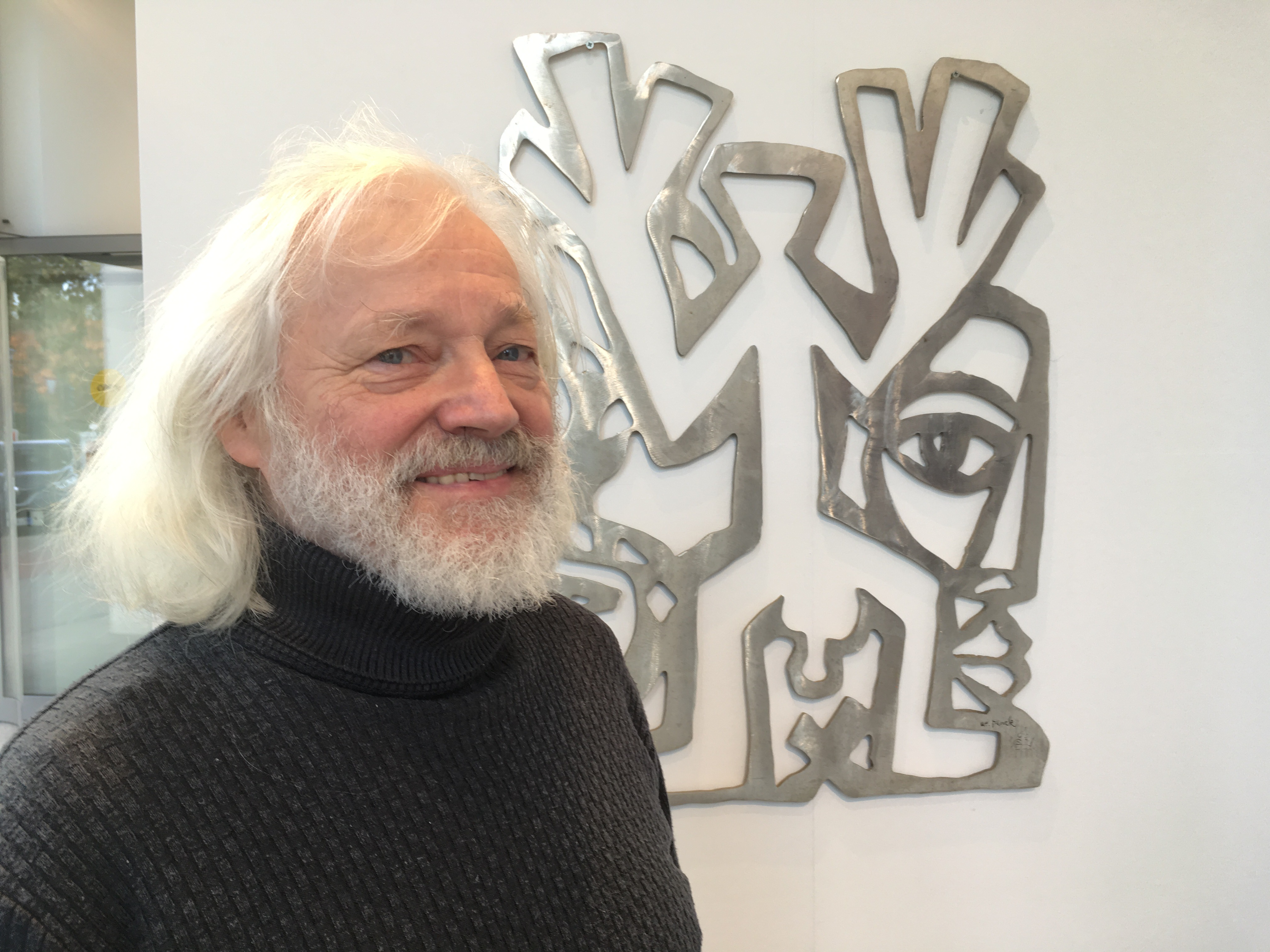
Gottfried Bräunling 2019 vor dem Gemeinschaftswerk mit A. R. Penck „Standart, Kopf, Schlange“ von 1993/94

Gottfried Bräunling (* 1947 in Radebeul) ist ein deutscher Bildhauer und Maler.

## Biografie
Der aus Sachsen stammende Künstler verarbeitet in seinem facettenreichen Œuvre die DDR-Zeit und seine Zwangsausbürgerung in den Westen. Er gilt als einer der zentralen Künstler der Dresdner Malergruppe der 1970er Jahre rund um A. R. Penck.
Bräunling absolvierte eine Lehre als Schrift- und Plakatmaler und studierte von 1968 bis 1974 bei Günter Horlbeck Grafik und Malerei an der Hochschule für Bildende Künste Dresden. Kurz nach seinem dortigen Abschluss traf er erstmals auf Künstler wie Eberhard von der Erde, Wolfgang Opitz und A. R. Penck. Dabei entstanden nicht nur enge Freundschaften, sondern auch Gemeinschaftsarbeiten im Rahmen der Künstlergruppe „Lücke“, dessen Mitglied Gottfried Bräunling kurzzeitig war.
Bräunling hatte ab 1974 als einer der ersten Absolventen einen Fördervertrag mit der Wismut AG. Bräunlings frühe Werke – zumeist homogene Landschaftsgemälde oder Akte – waren geprägt von Harmonie und fanden schnell Liebhaber. Trotz der ersten Erfolge bewarb sich Bräunling anschließend fast zehn Jahre erfolglos um die Aufnahme in den Künstlerverband der DDR. In dieser Zeit war es ihm weder erlaubt seine Kunst auszustellen noch zu verkaufen. Der bis dahin heimatbezogene Bräunling sah sich immer mehr grundlegendsten Problemen ausgesetzt. Hatte er den Sozialismus zunächst hingenommen und unterstützt, so zerbrach seine harmonische Welt mit den wachsenden Barrieren, die ihm der Staat nun entgegenstellte. Diese Zeit ließ ihn und ebenso seine Werke sozialkritischer werden. Die dadurch entstehenden Konflikte forcierten sich und führten 1987 zu seiner Zwangsausbürgerung in den Westen.
Im Westen angekommen lebte Bräunling u. a. kurzzeitig in West-Berlin und in der Künstlergemeinschaft von A. R. Penck in Heimbach in der Eifel. In dieser Zeit gründete er die Edition G. B., bei der er bibliophile Künstlerbücher u. a. mit Jannis Ritsos, A. R. Penck, Mikis Theodorakis, Odysseas Elytis, Asteris Kutulas und Francis van Maele veröffentlichte.
Um 1990 baute Bräunling mit Hilfe von A. R. Penck, mit dem ihn eine lebenslange Freundschaft verband, in Hohenöllen (Rheinland-Pfalz) einen Bauernhof um. Dort schuf er sich nicht nur seinen festen Wohnsitz, sondern auch ein Atelier und eine Siebdruckwerkstatt. In ebenjener verwirklichte Bräunling zusammen mit Penck viele experimentelle Drucke, Skulpturen und Gemeinschaftsarbeiten.

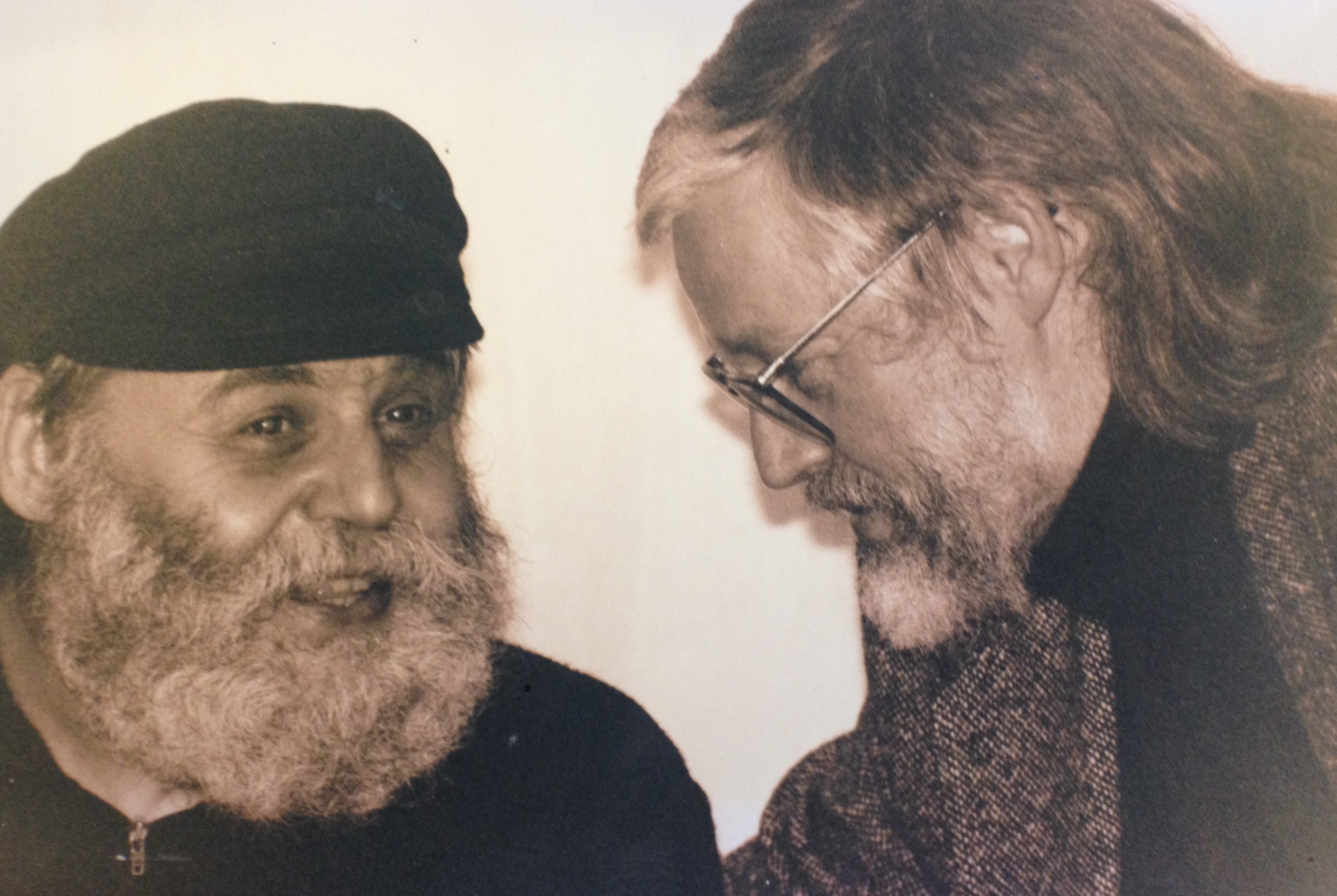
A.R. Penck und Gottfried Bräunling

Gottfried Bräunling lehrt seit 1990 an der Sommerakademie CEPA Luxembourg. Darüber hinaus war er 2006 Gastdozent an der Lomonossow-Universität Moskau. Seit 2010 besitzt Bräunling ein Atelier in Zhongshan (China), wo er neben Hohenöllen heute lebt und arbeitet.

## Werk
Das Œuvre von Gottfried Bräunling ist vielfältig. Der Künstler ließ sich nie auf ein Medium festlegen. Vielmehr forderte seiner Aussage nach immer die jeweilige Idee für ein Kunstwerk das zugehörige Medium. So befinden sich in seinem Werkverzeichnis neben Zeichnungen, Siebdrucken, Radierungen und Malerei auf Karton und Leinwand auch 3-dimensionale Skulpturen aus Holz, Bronze und Eisen.
Bräunlings frühe Werke sind gekennzeichnet von seiner Sehnsucht nach Harmonie. Seine Bilderwelt, die vor allem von Landschaftsmalerei und Aktzeichnungen geprägt ist, reicht von den Eltern als Ideale des Sozialismus, der Heimatlandschaft und der Schönheit des menschlichen Körpers. „Ich habe mich damals auch in meinen Bildern nie auseinandergesetzt mit Problematiken, weder mit gesellschaftlichen noch mit zwischenmenschlichen. Ich hätte so etwas gar nicht formulieren können, absolut nicht. Ich habe Mädchen gemalt, weil ich Mädchen liebte. Ich habe Akte gemalt, weil ich die als schön empfand. Für mich war das ein Ausdruck von Schönheit, von einer Perfektion, die es eben nur in dieser Form gibt. Ich habe Landschaften gemalt, weil ich mich dort zuhause fühlte, weil ich das als etwas sah, was man interpretieren müsste, um ein Stück von dem, was man liebt, bei sich, um sich zu haben.“
Während seiner Mitgliedschaft bei der 1971 gegründeten Künstlergruppe „Lücke“ entstanden einige Gemeinschaftsarbeiten u. a. mit dem bereits in den 1960er Jahren mit der DDR in Konflikt geratenen A. R. Penck.  Bräunling hatte drei Einzelausstellungen in Dresden und Pirna und war 1977 in Leipzig auf der Ausstellung Kunst und Sport sowie 1985 in Dresden auf der Bezirkskunstausstellung vertreten.
In den 1980er Jahren geriet er vermehrt in Konflikt mit dem in der DDR herrschenden Sozialismus, was schließlich 1987 zu seiner Ausbürgerung führte. Seine veränderte Lebenssituation stieß ihn zum Umdenken an und forderte einen Bruch mit seiner bisherigen künstlerischen Konzeption. Die Thematiken in seinen Bildern veränderten sich: Fortan waren vor allem systemkritische Darstellungen vorrangig.
Auch nach der Zwangsausbürgerung von A. R. Penck 1980 und Gottfried Bräunling 1987 entstanden viele Gemeinschaftswerke der beiden Künstler. Sie beschäftigten sich gemeinsam mit politischen Diskursen, u. a. Themen rund um die Frage nach der künstlerischen Freiheit. In der Siebdruckwerkstatt von Gottfried Bräunling entstanden zudem ab 1990 vielfältige (Farb-)Experimente beider Künstler.
Durch internationale Arbeitsaufenthalte in u. a. Irland, Zypern, Thailand, China, Griechenland etc. wurden die für Bräunling charakteristischen Thematiken „Trennung“ und „Begegnung“ ergänzt durch christliche mythologische Darstellungen. Des Weiteren begann er im Rahmen dessen Skulpturen aus unterschiedlichen Materialien, wie Holz, Bronze, Marmor und Stahl herzustellen.
Seine Werke wurden bereits in zahlreichen Ausstellungen im In- und Ausland gezeigt: u. a. in Hamburg, Berlin, Düsseldorf, Genf, Paris, Athen und New York City.

## Werke (Bücher und bibliophile Ausgaben)
- Jannis Ritsos: Monochorde. Übertragen von Asteris Kutulas. Mit Zeichnungen von Gottfried Bräunling, Romiosini Verlag, Köln 1989, ISBN 3-923728-40-9
- Jannis Ritsos: Halbkreis. Erotika. Herausgegeben und übertragen von Asteris Kutulas. Mit Zeichnungen von Gottfried Bräunling, konkursbuchVerlag Claudia Gehrke, Tübingen 1989, ISBN 3-88769-312-4
- Giorgos Seferis: Drossel. Mit Original-Illustrationen von Gottfried Bräunling, Herausgegeben und übertragen von Asteris Kutulas, editions phi, Echternach 1990
- Ina Kutulas: Lyrik. Mit Original-Illustrationen von Gottfried Bräunling; GB Edition, Berlin [1991]
- Mikis Theodorakis und A.R.Penck: Das Meer, der liebe Gott und das Muli (deutsch-griechisch), Mit neun Original-Siebdrucken von A.R. Penck, Übersetzt und mit einem Nachwort von Asteris Kutulas, Herausgegeben von Asteris Kutulas und Gottfried Bräunling, Mit einer CD von Mikis Theodorakis (Macbeth) und einer Kleinplastik von Gottfried Bräunling, GB edition & Asti Music, Hohenöllen 1995
- Odysseas Elytis: Köder für Niemand, Mit Original-Illustrationen von Gottfried Bräunling und Fränz Dasbourg, Übertragen von Asteris und Ina Kutulas, editions phi, Echternach 1996
- Mikis Theodorakis: Siao und andere frühe Gedichte, Mit Original-Illustrationen von Gottfried Bräunling, Übersetzt von Asteris Kutulas, Herausgegeben von Asteris Kutulas und Gottfried Bräunling, GB edition, Hohenöllen 1996
- Gottfried Bräunling: Übermalungen, Mit 12 Notaten von Asteris Kutulas, GB edition, Hohenöllen 1996
- Im Wandel – Gottfried Bräunling. BASF Schwarzheide, Schwarzheide 2013.